# Диоген Лаерций
Диоген Лаерций или Диоген Лаертски (на гръцки: Διογένης Λαέρτιος; на латински: Diogenes Laertius) е древногръцки историк на философията, роден през 200 г., вероятно в малоазийския град Лаерта. Той е най-популярният древен биограф на философите, автор на компилативно, състоящо се от 10 книги съчинение „Животът на философите“, писано към края на 3 век. Неговият труд е издаден и на български: Диоген Лаерций, Животът на философите, С., 1985.